# Завичајни музеј Параћин
Завичајни музеј Параћин је основан одлуком Скупштине општине Параћин 13. октобра 1978. године. Седиште музеја се налази у улици Томе Живановића број 17, у згради познатој као "Ружићева кућа". На иницијативу неколико ентузијаста 1947. године покренута је идеја о оснивању музеја у Параћину, међутим због недостатка излагачког простора, стручног кадра и материјалних средстава није реализована све до 1975. године када је СО Параћин донела одлуку о оснивању музеја. Археолошка збирка Основне школе "Радоје Домановић" представљала је основу за конституисање музеја.

## Одељења музеја
Рад музеја организован је кроз одељења за археологију, историју и етнологију.
Археолошко одељење сачињено је од збирке за праисторијску археологију, палеонтолошке збирке као и античке и средњевековне археолошке и нумизматичке збирке.
Историјско одељење чине фондови политичке, привредне, културне и војне историје, као и фонд параћинског спорта, фонд старе градске архитектуре и фонд модерне нумизматике.
Етнолошко одељење чине фондови употребних стаклених предмета, употребних предмета сеоског и градског домаћинства и уметничких слика са мотивима старе сеоске архитектуре из села параћинске општине.

## Ружићева зграда
Зграда Завичајног музеја у Параћину, позната као "Ружићева кућа", по својим карактеристикама, почев од старости, аутентичности, културних и друштвено-историјских вредности, културно је добро под заштитом и има статус споменика културе. Стилски ова кућа се везује за средину XIX века, и има елементе неокласицизма. Саграђена је у периоду између 1870 и 1875. године и тада је била једна од ретких спратних кућа. Први власник био је Петар Ружић, параћински судија и одборник. Био је велики заговорник развоја просвете, па је на његов захтев Министарство просвете одобрило отварање прве дворазредне гимназије у Параћину 1878. године.